# Roland Marloye
Roland Marloye (30 april 1962) is een voormalige Belgische atleet, aangesloten bij Excelsior SC, die het verspringen, de 110 m horden en de tienkamp beoefende.

## Belgische kampioenschappen
| Onderdeel    | Jaar                         |
| ------------ | ---------------------------- |
| 110 m horden | 1986                         |
| verspringen  | 1980                         |
| tienkamp     | 1981, 1984, 1985, 1986, 1988 |

## Persoonlijke records
| Onderdeel    | Prestatie         | Datum            | Plaats    |
| ------------ | ----------------- | ---------------- | --------- |
| 110 m horden | 14,02 s (ex-NR)   | 31 augustus 1986 | Stuttgart |
| verspringen  | 7,73 m            | 9 augustus 1981  | Brussel   |
| tienkamp     | 7770 (oude tabel) | 26 mei 1985      | Götzis    |

## Palmares

### 110 m horden
- 1986:  BK AC - 14,12 s
- 1986: 7e in ½ fin. EK in Stuttgart - 14,02 s (NR)

### verspringen
- 1980:  BK AC - 7,17 m
- 1981:  BK AC - 7,73 m
- 1981: 5e EK U20 in Utrecht - 7,62 m

### tienkamp
- 1981:  BK AC - 7665 p
- 1984:  BK AC - 7653 p
- 1985:  BK AC - 7537 p
- 1986:  BK AC - 7319 p
- 1988:  BK AC - 7498 p